# Lucas Boucaud
Lucas Boucaud, né le 30 août 2000 à Agen, est un joueur français de basket-ball évoluant au poste de meneur.

## Biographie
Lucas Boucaud commence le basket dans sa région natale, à Boé, dans les pas de son grand frère, Jonathan, également basketteur. Il rejoint ensuite le club de Val d'Abret avec qui il remporte le championnat d'Aquitaine en minimes. Il intègre le centre de formation de Boulazac à l'âge de 14 ans.
Il quitte Boulazac en 2017 pour Challans où il poursuit sa formation en Nationale 3 avant d'intégrer l'équipe première en Nationale 1 dès la saison suivante, où il dispute ses premiers matches professionnels.
Après une saison à 7,3 points par match avec Challans en 2019-2020, il annonce rejoindre l'Étoile Angers Basket pour la saison de Nationale 1 2020-2021.
Il signe à Saint-Quentin en juin 2021. Il participe à 32 matchs pour 3,2 points pour sa première saison en Pro B lors de la 2021-2022.
Le 2 juin 2024, il signe une prolongation de deux ans avec Saint-Quentin.
Il découvre l'élite lors de la saison 2023-2024, participant même aux playoffs, où Saint-Quentin est éliminé au premier tour par l'ASVEL Lyon-Villeurbanne (2-0). Lors de cette saison, il est sélectionné pour participer au concours des meneurs au All-Star Game 2023. Il est éliminé lors du premier tour face au futur vainqueur du concours T. J. Campbell.